# Gareth Murray
Gareth Murray (Arbroath, 23 settembre 1984) è un ex cestista e allenatore di pallacanestro britannico.

## Carriera
Veste entrambe le maglie della Scozia e della Gran Bretagna, di cui, con quest'ultima, ha disputato due edizioni dei Campionati europei (2013, 2017).

## Palmarès

### Allenatore
- BBL Trophy: 1

Caledonia Gladiators: 2022-23